# 坦莉雅
雅莉安娜·坦莉雅·蘇迪·米蘭達（Ariadna Thalia Sodi Miranda，西班牙語發音：[aɾiˈaðna taˈli.a ˈsoði miˈɾanda]，1971年8月26日—），一般稱作坦莉雅，是墨西哥歌手、作家、演員及企業家，其演唱語言包括西語、英語、葡語及菲律賓語。坦莉雅公認是墨西哥最成功及最具影響力的女歌手 ，是墨西哥紅極一時的天后，國際媒體稱她為「拉丁流行天后」。